# Koloratka
Koloratka (fr. collerette, „kołnierzyk”) – kołnierzyk zdobiony haftem lub koronką, popularny w XVIII wieku. Obecnie nazwa ta odnosi się do kołnierzyka stosowanego przez duchownych, który występuje w dwóch postaciach: krótkiej (tzw. listek) i długiej z pektorałem.
W stroju redemptorystów jest ona naszyta dookoła na zewnątrz habitu.
Koloratkę jako oznakę duchownego we współczesnej postaci wynalazł w 1865 r. pastor Donald McLeod, duchowny Kościoła Szkocji (prezbiteriańskiego) w Glasgow. Szybko przyjęły ją inne wyznania protestanckie (Kościół Anglii, metodyści, baptyści, luteranie) i Kościół rzymskokatolicki.

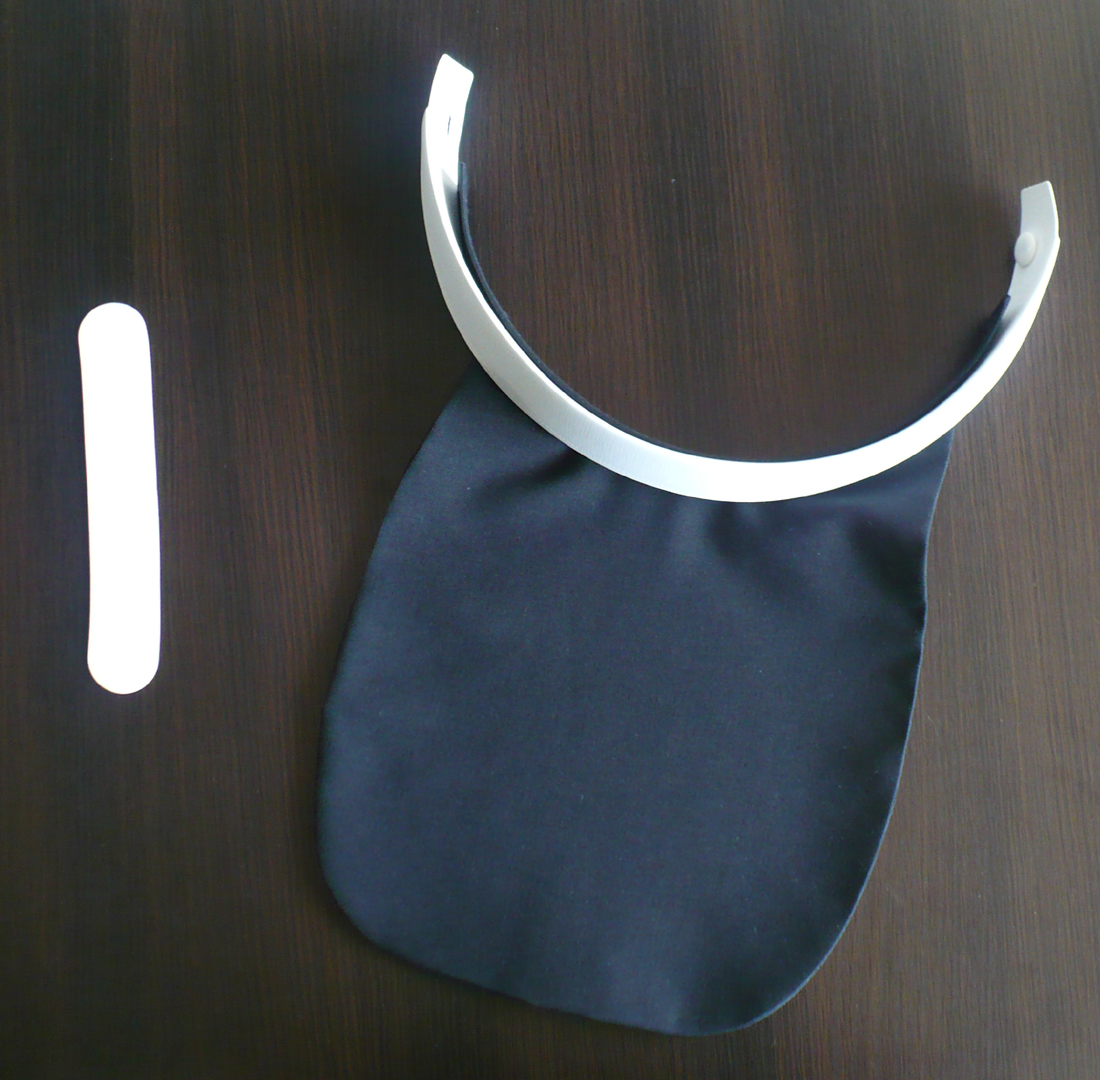
Koloratki: koloratka krótka (tzw. „listek”) i długa z pektorałem.
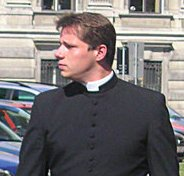
Duchowny katolicki w koloratce.
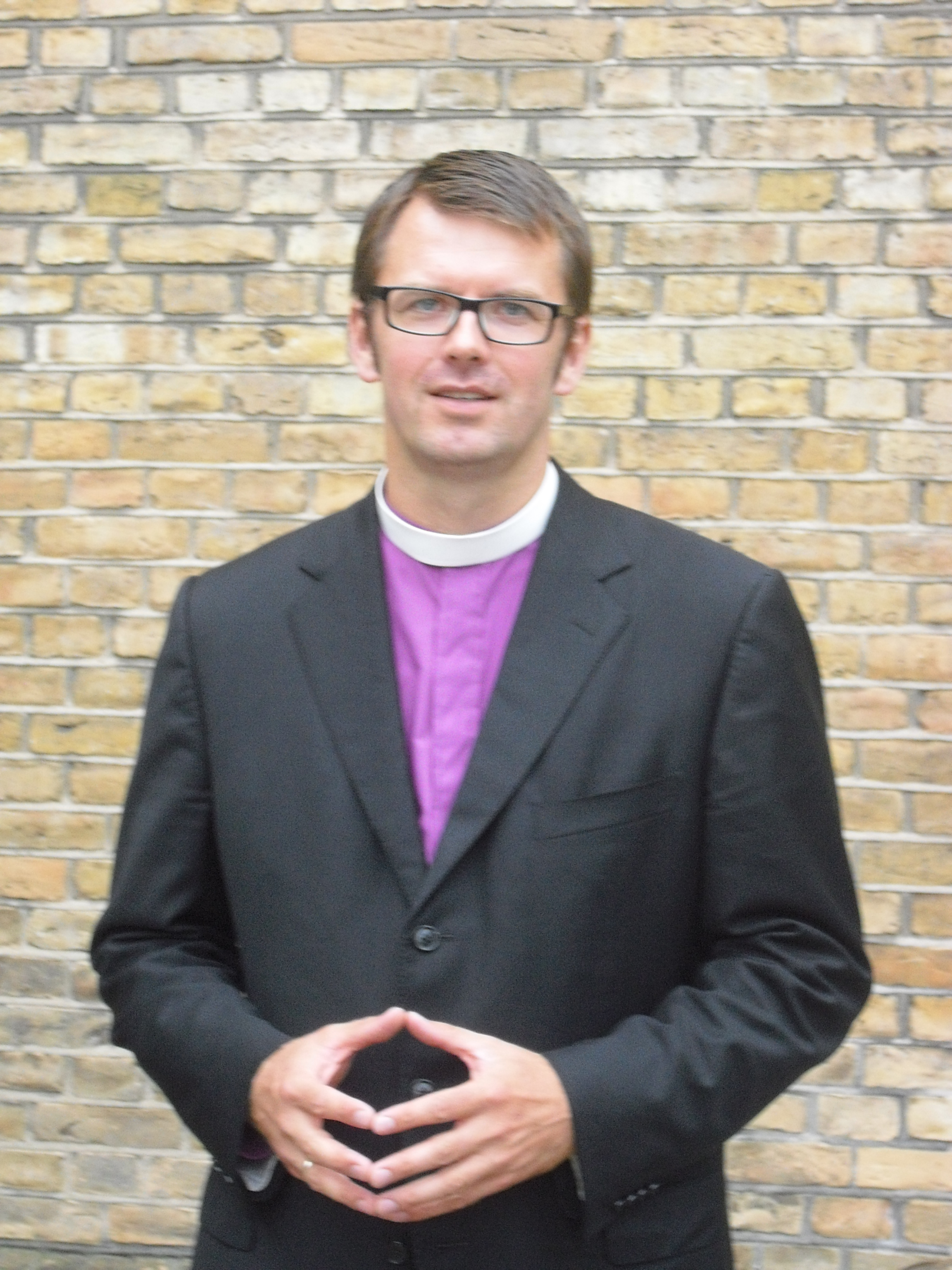
Łotewski biskup baptystyczny Pēteris Sproģis w koloratce.
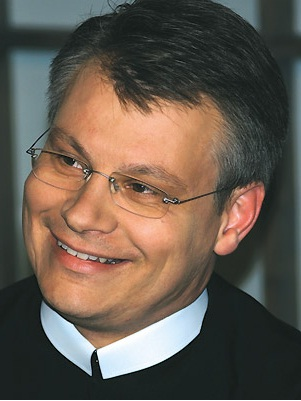
Polski redemptorysta Krzysztof Bieliński.
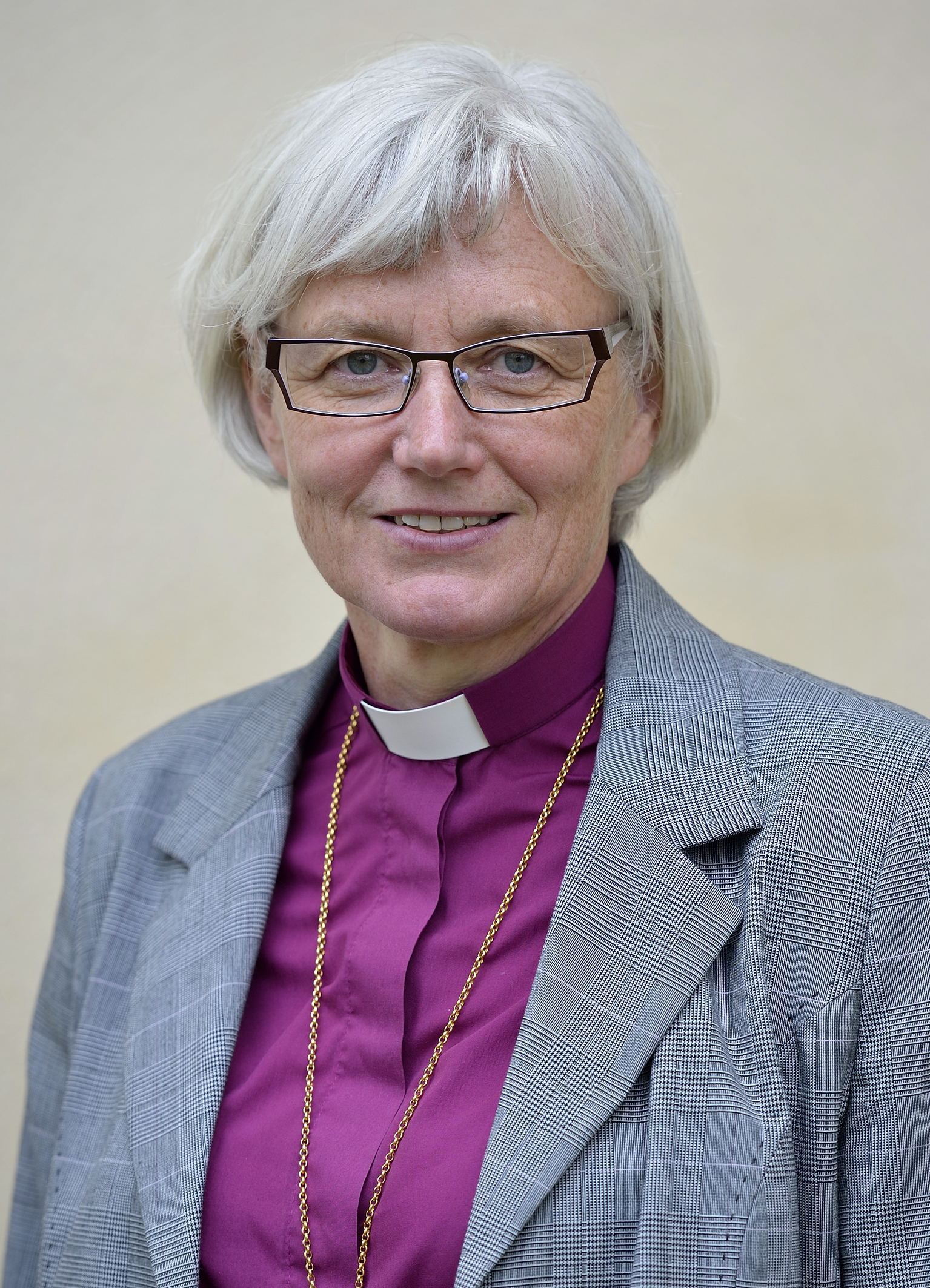
abp  Antje Jackelén w koloratce